# Specie di Phrurolithidae
Di seguito sono elencate tutte le 182 specie di ragni della famiglia Phrurolithidae note a giugno 2014

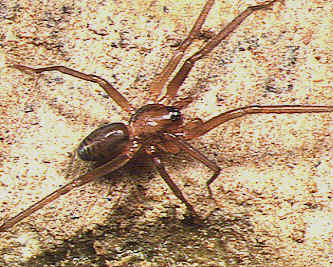
Otacilia lynk, maschio

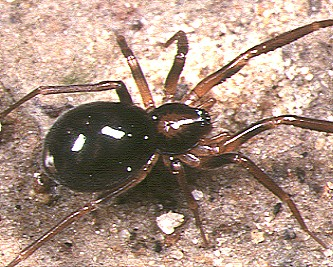
Otacilia lynk, femmina

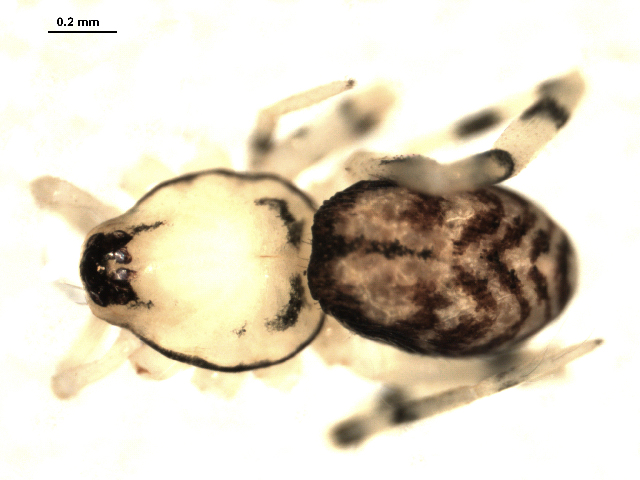
Phrurotimpus alarius

## Abdosetae
Abdosetae Fu, Zhang & MacDermott, 2010
- Abdosetae hainan Fu, Zhang & MacDermott, 2010 — Cina
- Abdosetae ornata (Deeleman-Reinhold, 2001) — Borneo

## Dorymetaecus
Dorymetaecus Rainbow, 1920
- Dorymetaecus spinnipes Rainbow, 1920 — isola di Lord Howe (Australia)

## Drassinella
Drassinella Banks, 1904
- Drassinella gertschi Platnick & Ubick, 1989 — USA, Messico
- Drassinella modesta Banks, 1904 — USA
- Drassinella schulzefenai (Chamberlin & Ivie, 1936) — Messico
- Drassinella sclerata (Chamberlin & Ivie, 1935) — USA
- Drassinella siskiyou Platnick & Ubick, 1989 — USA
- Drassinella sonoma Platnick & Ubick, 1989 — USA
- Drassinella unicolor (Chamberlin & Ivie, 1935) — USA

## Liophrurillus
Liophrurillus Wunderlich, 1992
- Liophrurillus flavitarsis (Lucas, 1846) — Europa, Arcipelago di Madera, Nordafrica

## Orthobula
Orthobula Simon, 1897
- Orthobula bilobata Deeleman-Reinhold, 2001 — Sumatra, Borneo, Piccole isole della Sonda
- Orthobula calceata Simon, 1897 — Sierra Leone
- Orthobula charitonovi (Mikhailov, 1986) — dal Mediterraneo orientale all'Asia centrale
- Orthobula crucifera Bösenberg & Strand, 1906 — Cina, Corea, Giappone
- Orthobula impressa Simon, 1897 — Sri Lanka, Isole Seychelles
- Orthobula infima Simon, 1896 — Sudafrica
- Orthobula milloti Caporiacco, 1949 — Kenya
- Orthobula pura Deeleman-Reinhold, 2001 — Sulawesi
- Orthobula qinghaiensis Hu, 2001 — Cina
- Orthobula quadrinotata Deeleman-Reinhold, 2001 — Sulawesi
- Orthobula radiata Simon, 1897 — Sudafrica
- Orthobula sicca Simon, 1903 — Madagascar
- Orthobula spiniformis Tso et al., 2005 — Taiwan
- Orthobula tibenensis Hu, 2001 — Cina
- Orthobula trinotata Simon, 1896 — Filippine
- Orthobula yaginumai Platnick, 1977 — Cina
- Orthobula zhangmuensis Hu & Li, 1987 — Cina

## Otacilia
Otacilia Thorell, 1897
- Otacilia ambon Deeleman-Reinhold, 2001 — Molucche
- Otacilia armatissima Thorell, 1897 — Myanmar
- Otacilia bawangling Fu, Zhang & Zhu, 2010 — Cina
- Otacilia bicolor Jäger & Wunderlich, 2012 — Laos
- Otacilia christae Jäger & Wunderlich, 2012 — Laos
- Otacilia forcipata Yang, Wang & Yang, 2013 — Cina
- Otacilia foveata (Song, 1990) — Cina
- Otacilia hengshan (Song, 1990) — Cina
- Otacilia jianfengling Fu, Zhang & Zhu, 2010 — Cina
- Otacilia kao Jäger & Wunderlich, 2012 — Thailandia
- Otacilia komurai (Yaginuma, 1952) — Cina, Giappone
- Otacilia limushan Fu, Zhang & Zhu, 2010 — Cina
- Otacilia liupan Hu & Zhang, 2011 — Cina
- Otacilia longituba Wang, Zhang & Zhang, 2012 — Cina
- Otacilia loriot Jäger & Wunderlich, 2012 — Laos
- Otacilia luna (Kamura, 1994) — Giappone
- Otacilia luzonica (Simon, 1898) — Filippine
- Otacilia lynx (Kamura, 1994) — Taiwan, Giappone
- Otacilia mingsheng Yang, Wang & Yang, 2013 — Cina
- Otacilia mustela Kamura, 2008 — Giappone
- Otacilia namkhan Jäger & Wunderlich, 2012 — Laos
- Otacilia onoi Deeleman-Reinhold, 2001 — Thailandia
- Otacilia paracymbium Jäger & Wunderlich, 2012 — Laos
- Otacilia parva Deeleman-Reinhold, 2001 — Sumatra
- Otacilia simianshan Zhou, Wang & Zhang, 2013 — Cina
- Otacilia sinifera Deeleman-Reinhold, 2001 — Thailandia
- Otacilia stella Kamura, 2005 — Giappone
- Otacilia taiwanica (Hayashi & Yoshida, 1993) — Taiwan, Giappone
- Otacilia vangvieng Jäger & Wunderlich, 2012 — Laos
- Otacilia vulpes (Kamura, 2001) — Giappone
- Otacilia yangi Zhang, Fu & Zhu, 2009 — China
- Otacilia zebra Deeleman-Reinhold, 2001 — Thailandia

## Phonotimpus
Phonotimpus Gertsch & Davis, 1940
- Phonotimpus eutypus Gertsch & Davis, 1940 — Messico
- Phonotimpus separatus Gertsch & Davis, 1940 — Messico

## Phrurolinillus
Phrurolinillus Wunderlich, 1995
- Phrurolinillus lisboensis Wunderlich, 1995 — Portogallo
- Phrurolinillus tibialis (Simon, 1878) — Spagna

## Phrurolithus
Phrurolithus C. L. Koch, 1839
- Phrurolithus absurdus Gertsch, 1941 — USA
- Phrurolithus adjacens Gertsch & Davis, 1940 — Messico
- Phrurolithus aemulatus Gertsch, 1941 — USA
- Phrurolithus alatus Ivie & Barrows, 1935 — USA
- Phrurolithus annulus Zhou, Wang & Zhang, 2013 — Cina
- Phrurolithus apacheus Gertsch, 1941 — USA
- Phrurolithus apertus Gertsch, 1935 — USA
- Phrurolithus approximatus Gertsch & Davis, 1940 — Messico
- Phrurolithus banksi Gertsch, 1941 — USA
- Phrurolithus bifidus Yin et al., 2004 — Cina
- Phrurolithus callidus Gertsch, 1935 — USA
- Phrurolithus camawhitae Gertsch, 1935 — USA
- Phrurolithus cangshan Yang et al., 2010 — Cina
- Phrurolithus catalinius Gertsch, 1941 — USA
- Phrurolithus claripes (Dönitz & Strand, 1906) — Cina, Sakhalin (Russia), Taiwan, Giappone
- Phrurolithus coahuilanus Gertsch & Davis, 1940 — Messico
- Phrurolithus concisus Gertsch, 1941 — USA
- Phrurolithus connectus Gertsch, 1941 — USA
- Phrurolithus coreanus Paik, 1991 — Corea, Giappone
- Phrurolithus corsicus (Simon, 1878) — dalla Corsica alla Romania
- Phrurolithus daoxianensis Yin et al., 1997 — Cina
- Phrurolithus debilis Gertsch & Davis, 1940 — Messico
- Phrurolithus dianchiensis Yin et al., 1997 — Cina
- Phrurolithus diversus Gertsch & Davis, 1940 — Messico
- Phrurolithus dolius Chamberlin & Ivie, 1935 — USA
- Phrurolithus duncani (Chamberlin, 1925) — USA
- Phrurolithus emertoni Gertsch, 1935 — USA
- Phrurolithus faustus Paik, 1991 — Corea
- Phrurolithus festivus (C. L. Koch, 1835) — Regione paleartica
- Phrurolithus flavipes O. P.-Cambridge, 1872 — Israele
- Phrurolithus florentinus Caporiacco, 1923 — Italia
- Phrurolithus goodnighti Muma, 1945 — USA
- Phrurolithus hamatus Wang, Zhang & Zhang, 2012 — Cina
- Phrurolithus hamdeokensis Seo, 1988 — Russia, Corea
- Phrurolithus kastoni Schenkel, 1950 — USA
- Phrurolithus kentuckyensis Chamberlin & Gertsch, 1930 — USA
- Phrurolithus labialis Paik, 1991 — Corea, Giappone
- Phrurolithus leviculus Gertsch, 1936 — USA
- Phrurolithus luppovae Spassky, 1941 — Tagikistan
- Phrurolithus minimus C. L. Koch, 1839 — Regione paleartica
- Phrurolithus nemoralis Bryant, 1940 — Cuba
- Phrurolithus nigerus Yin, 2012 — Cina
- Phrurolithus nigrinus (Simon, 1878) — Europa
- Phrurolithus nipponicus Kishida, 1914 — Giappone
- Phrurolithus oabus Chamberlin & Ivie, 1935 — USA
- Phrurolithus palgongensis Seo, 1988 — Russia, Cina, Corea
- Phrurolithus paludivagus Bishop & Crosby, 1926 — USA
- Phrurolithus parcus (Hentz, 1847) — USA
- Phrurolithus pennatus Yaginuma, 1967 — Russia, Cina, Corea, Giappone
- Phrurolithus pinturus Ivie & Barrows, 1935 — USA
- Phrurolithus pipensis Muma, 1945 — USA
- Phrurolithus pullatus Kulczynski, 1897 — dall'Europa all'Asia centrale
- Phrurolithus pygmaeus Thorell, 1875 — Russia, Ucraina
- Phrurolithus qiqiensis Yin et al., 2004 — Cina
- Phrurolithus revolutus Yin et al., 2004 — Cina
- Phrurolithus schwarzi Gertsch, 1941 — USA
- Phrurolithus shimenensis Yin et al., 1997 — Cina
- Phrurolithus similis Banks, 1895 — USA
- Phrurolithus singulus Gertsch, 1941 — USA
- Phrurolithus sinicus Zhu & Mei, 1982 — Russia, Cina, Corea, Giappone
- Phrurolithus sordidus Savelyeva, 1972 — Russia, Asia centrale
- Phrurolithus spinosus Bryant, 1948 — Hispaniola
- Phrurolithus splendidus Song & Zheng, 1992 — Cina
- Phrurolithus szilyi Herman, 1879 — Europa
- Phrurolithus tamaulipanus Gertsch & Davis, 1940 — Messico
- Phrurolithus tepejicanus Gertsch & Davis, 1940 — Messico
- Phrurolithus umbratilis Bishop & Crosby, 1926 — USA
- Phrurolithus wallacei Gertsch, 1935 — USA
- Phrurolithus wanshou Yin, 2012 — Cina
- Phrurolithus zhejiangensis Song & Kim, 1991 — Cina
- Phrurolithus zongxu Wang, Zhang & Zhang, 2012 — Cina

## Phruronellus
Phruronellus Chamberlin, 1921
- Phruronellus californicus Chamberlin & Gertsch, 1930 — USA
- Phruronellus floridae Chamberlin & Gertsch, 1930 — USA
- Phruronellus formica (Banks, 1895) — USA
- Phruronellus formidabilis Chamberlin & Gertsch, 1930 — USA
- Phruronellus pictus Chamberlin & Gertsch, 1930 — USA

## Phrurotimpus
Phrurotimpus Chamberlin & Ivie, 1935
- Phrurotimpus abditus Gertsch, 1941 — USA
- Phrurotimpus alarius (Hentz, 1847) — USA, Canada 
  - Phrurotimpus alarius tejanus (Chamberlin & Gertsch, 1930) — USA, Canada
- Phrurotimpus borealis (Emerton, 1911) — Nordamerica
- Phrurotimpus certus Gertsch, 1941 — USA, Canada
- Phrurotimpus chamberlini Schenkel, 1950 — USA
- Phrurotimpus dulcineus Gertsch, 1941 — USA, Canada
- Phrurotimpus illudens Gertsch, 1941 — USA
- Phrurotimpus mateonus (Chamberlin & Gertsch, 1930) — USA
- Phrurotimpus minutus (Banks, 1892) — USA
- Phrurotimpus mormon (Chamberlin & Gertsch, 1930) — USA 
  - Phrurotimpus mormon xanthus Chamberlin & Ivie, 1935 — USA
- Phrurotimpus parallelus (Chamberlin, 1921) — USA
- Phrurotimpus subtropicus Ivie & Barrows, 1935 — USA
- Phrurotimpus truncatus Chamberlin & Ivie, 1935 — USA
- Phrurotimpus woodburyi (Chamberlin & Gertsch, 1929) — USA 
  - Phrurotimpus woodburyi utanus Chamberlin & Ivie, 1935 — USA

## Piabuna
Piabuna Chamberlin & Ivie, 1933
- Piabuna brevispina Chamberlin & Ivie, 1935 — USA
- Piabuna longispina Chamberlin & Ivie, 1935 — USA
- Piabuna nanna Chamberlin & Ivie, 1933 — USA
- Piabuna pallida Chamberlin & Ivie, 1935 — USA
- Piabuna reclusa Gertsch & Davis, 1940 — Messico
- Piabuna xerophila Chamberlin & Ivie, 1935 — USA

## Plynnon
Plynnon Deeleman-Reinhold, 2001
- Plynnon jaegeri Deeleman-Reinhold, 2001 — Sumatra
- Plynnon longitarse Deeleman-Reinhold, 2001 — Borneo
- Plynnon zborowskii Deeleman-Reinhold, 2001 — Borneo

## Scotinella
Scotinella Banks, 1911
- Scotinella britcheri (Petrunkevitch, 1910) — USA, Canada
- Scotinella brittoni (Gertsch, 1941) — USA, Canada
- Scotinella custeri Levi, 1951 — USA
- Scotinella deleta (Gertsch, 1941) — USA
- Scotinella divesta (Gertsch, 1941) — USA, Canada
- Scotinella divinula (Gertsch, 1941) — USA, Canada
- Scotinella dixiana Roddy, 1957 — USA
- Scotinella fratrella (Gertsch, 1935) — USA, Canada
- Scotinella madisonia Levi, 1951 — USA, Canada
- Scotinella manitou Levi, 1951 — USA
- Scotinella minnetonka (Chamberlin & Gertsch, 1930) — USA, Canada
- Scotinella pallida Banks, 1911 — USA
- Scotinella pelvicolens (Chamberlin & Gertsch, 1930) — USA
- Scotinella pugnata (Emerton, 1890) — USA, Canada
- Scotinella redempta (Gertsch, 1941) — USA, Canada
- Scotinella sculleni (Gertsch, 1941) — USA, Canada